# Cannon
Cannon je priimek več znanih oseb: